# Goodwill Games d'hiver de 2000
Les Goodwill Games d'hiver de 2000 sont la seule édition d'hiver des Goodwill Games, une compétition multisports internationale créée par Ted Turner, qui s'est tenue à Lake Placid, aux États-Unis, du 17 au 20 février 2000. 442 athlètes de 22 pays participent à cette compétition qui dure 4 jours.
Les États-Unis dominent le tableau des médailles avec 11 médailles d'or et 34 médailles au total. Le Canada termine deuxième avec 8 médailles d'or et 16 médailles au total, tandis que la Norvège prend la troisième place avec 4 médailles d'or et 8 médailles au total,. 

## Sports
Le programme des Goodwill Games d'hiver de 2000 comporte les sports suivants :
- Bobsleigh
- Combiné nordique
- Luge
- Patinage artistique
- Patinage de vitesse sur piste courte
- Saut à ski
- Skeleton
- Ski acrobatique
- Ski alpin
- Ski de fond
- Snowboard

## Nations participantes
Les nations participantes sont :
- Allemagne
- Australie
- Autriche
- Biélorussie
- Bulgarie
- Canada
- Chine
- Corée du Sud
- États-Unis
- Finlande
- France
- Grande-Bretagne
- Italie
- Japon
- Lettonie
- Norvège
- République tchèque
- Russie
- Slovaquie
- Suède
- Suisse
- Ukraine

## Médaillés

### Bobsleigh
| Épreuve           | Or                                 | Argent                              | Bronze                                  |
| ----------------- | ---------------------------------- | ----------------------------------- | --------------------------------------- |
| Bob à deux hommes | Lettonie Sandis Prūsis Jānis Ozols | Allemagne André Lange Lars Behrendt | États-Unis Brian Shimer Pavle Jovanovic |

### Combiné nordique
| Épreuve            | Or                                    | Argent                                | Bronze                                |
| ------------------ | ------------------------------------- | ------------------------------------- | ------------------------------------- |
| Individuel hommes  | Felix Gottwald (AUT)                  | Mario Stecher (AUT)                   | Todd Lodwick (USA)                    |
| Par équipes hommes | Autriche Felix Gottwald Mario Stecher | Autriche David Kreiner Michael Gruber | Allemagne Sven Koch Sebastian Haseney |

### Luge
| Épreuve           | Or                                     | Argent                                 | Bronze                                    |
| ----------------- | -------------------------------------- | -------------------------------------- | ----------------------------------------- |
| Individuel hommes | Armin Zoeggeler (ITA)                  | Jaroslav Slavik (SVK)                  | Gerhard Gleirscher (AUT)                  |
| Individuel femmes | Sylke Otto (GER)                       | Silke Kraushaar (GER)                  | Iluta Gaile (LAT)                         |
| Duo hommes        | États-Unis Mark Grimmette Brian Martin | Allemagne Steffen Woeller Steffen Skel | Italie Christian Oberstolz Patrick Gruber |

### Patinage artistique
| Épreuve         | Or                                          | Argent                              | Bronze                                   |
| --------------- | ------------------------------------------- | ----------------------------------- | ---------------------------------------- |
| Hommes          | Brian Boitano (USA)                         | Brian Orser (CAN)                   | Viktor Petrenko (UKR)                    |
| Femmes          | Surya Bonaly (FRA)                          | Yuka Sato (JPN)                     | Nancy Kerrigan (USA)                     |
| Couples         | Russie Oksana Kazakova Artur Dmitriev       | Allemagne Mandy Woetzel Ingo Steuer | Canada Isabelle Brasseur Lloyd Eisler    |
| Danse sur glace | États-Unis Elizabeth Punsalan Jerod Swallow | Russie Maya Usova Evgeny Platov     | Russie Marina Klimova Sergei Ponomarenko |

### Patinage de vitesse sur piste courte
| Épreuve             | Or                                                                        | Argent                                                                | Bronze                                                                   |
| ------------------- | ------------------------------------------------------------------------- | --------------------------------------------------------------------- | ------------------------------------------------------------------------ |
| 500 mètres hommes   | François-Louis Tremblay (CAN)                                             | Fabio Carta (ITA)                                                     | Rusty Smith (USA)                                                        |
| 500 mètres femmes   | Evgenia Radanova (BUL)                                                    | Wang Chunlu (CHN)                                                     | Yang Yang (A) (CHN)                                                      |
| 1 000 mètres hommes | François-Louis Tremblay (CAN)                                             | An Yulong (CHN)                                                       | Li Jiajun (CHN)                                                          |
| 1 000 mètres femmes | Yang Yang (A) (CHN)                                                       | Evgenia Radanova (BUL)                                                | Amy Peterson (USA)                                                       |
| Relais hommes       | Canada Éric Bédard Marc Gagnon Jonathan Guilmette François-Louis Tremblay | États-Unis Ian Baranski Apolo Anton Ohno Daniel Weinstein Rusty Smith | Italie Michele Antonioli Fabio Carta Nicola Franceschina Nicola Rodigari |
| Relais femmes       | Chine Liu Xiaoying Sun Dandan Wang Chunlu Yang Yang (A)                   | Canada Isabelle Charest Alanna Kraus Annie Perreault Tania Vicent     | Corée du Sud Jeon Da-hye Kim Moon-jung Kim Hyang-jin Park Ju-young       |

### Saut à ski
| Épreuve            | Or                                                          | Argent                                                              | Bronze                                                                   |
| ------------------ | ----------------------------------------------------------- | ------------------------------------------------------------------- | ------------------------------------------------------------------------ |
| Individuel hommes  | Morten Ågheim (NOR)                                         | Arne Sneli (NOR)                                                    | Michael Neumayer (GER)                                                   |
| Par équipes hommes | Norvège Tom Aage Aarnes Arne Sneli Tore Sneli Morten Ågheim | Autriche Christian Nagiller Florian Liegl Stefan Kaiser Martin Koch | Allemagne Michael Möllinger Michael Neumayer Leif Frey Roland Audenrieth |

### Skeleton
| Épreuve | Or                  | Argent            | Bronze               |
| ------- | ------------------- | ----------------- | -------------------- |
| Hommes  | Jim Shea (USA)      | Chris Soule (USA) | Kazuhiro Koshi (JPN) |
| Femmes  | Alex Hamilton (GBR) | Maya Bieri (SUI)  | Michelle Kelly (CAN) |

### Ski acrobatique
| Épreuve                    | Or                              | Argent                  | Bronze                  |
| -------------------------- | ------------------------------- | ----------------------- | ----------------------- |
| Bosses hommes              | Janne Lahtela (FIN)             | Jean-Luc Brassard (CAN) | Ryan Riley (USA)        |
| Bosses femmes              | Kari Traa (NOR)                 | Ann Battelle (USA)      | Justine Van Houte (USA) |
| Saut hommes                | Eric Bergoust (USA)             | Britt Swartley (USA)    | Joe Pack (USA)          |
| Saut femmes                | Veronica Brenner (CAN)          | Xu Nannan (CHN)         | Brenda Petzold (USA)    |
| Bosses en parallèle hommes | Pierre-Alexandre Rousseau (CAN) | Ryan Riley (USA)        | Sami Mustonen (FIN)     |
| Bosses en parallèle femmes | Ann Battelle (USA)              | Aiko Uemura (JPN)       | Kari Traa (NOR)         |

### Ski alpin
Deux épreuves de descente se déroulent lors de ces Jeux, lors de deux journées distinctes.
| Épreuve           | Or                  | Argent              | Bronze             |
| ----------------- | ------------------- | ------------------- | ------------------ |
| Descente hommes 1 | Vincent Blanc (FRA) | Chris Puckett (USA) | Kevin Wert (CAN)   |
| Descente hommes 2 | Ed Podivinsky (CAN) | Chris Puckett (USA) | Fritz Strobl (AUT) |

### Ski de fond
| Épreuve       | Or                                       | Argent                               | Bronze                                     |
| ------------- | ---------------------------------------- | ------------------------------------ | ------------------------------------------ |
| Sprint hommes | Frode Jermstad (NOR)                     | Thobias Fredriksson (SWE)            | Mikael Östberg (SWE)                       |
| Sprint femmes | Natalya Baranova (RUS)                   | Anke Reschwamm (GER)                 | Viola Bauer (GER)                          |
| Relais hommes | États-Unis Justin Wadsworth Marcus Nash  | Norvège Brynjar Skjaerli Ola Rygg    | Norvège Jan Egil Andresen Frode Jermstad   |
| Relais femmes | Russie Yelena Burukhina Natalya Baranova | Allemagne Viola Bauer Anke Reschwamm | Finlande Riikka Sirviö Aino Kaisa Saarinen |

### Snowboard
| Épreuve               | Or                   | Argent                | Bronze                 |
| --------------------- | -------------------- | --------------------- | ---------------------- |
| Halfpipe hommes       | Ross Powers (USA)    | Tommy Czeschin (USA)  | Rob Kingwill (USA)     |
| Halfpipe femmes       | Tricia Byrnes (USA)  | Kelly Clark (USA)     | Kim Dunn (CAN)         |
| Super-G hommes        | Ian Price (USA)      | Alexander Maier (AUT) | Chris Klug (USA)       |
| Super G femmes        | Sondra Van Ert (USA) | Rosey Fletcher (USA)  | Stacia Hookom (USA)    |
| Snowboardcross hommes | Scott Gaffney (CAN)  | Mathieu Morency (CAN) | Arthur Hackhofer (ITA) |
| Snowboardcross femmes | Candice Drouin (CAN) | Sophia Bergdahl (SWE) | Kelly Clark (USA)      |

## Tableau des médailles
Le tableau des médailles est le suivant :
- Nation organisatrice

| Rang  | Nation          | Or | Argent | Bronze | Total |
| ----- | --------------- | -- | ------ | ------ | ----- |
| 1     | États-Unis      | 11 | 10     | 13     | 34    |
| 2     | Canada          | 8  | 4      | 4      | 16    |
| 3     | Norvège         | 4  | 2      | 2      | 8     |
| 4     | Russie          | 3  | 1      | 1      | 5     |
| 5     | Autriche        | 2  | 4      | 2      | 8     |
| 6     | Chine           | 2  | 3      | 2      | 7     |
| 7     | France          | 2  | 0      | 0      | 2     |
| 8     | Allemagne       | 1  | 6      | 4      | 11    |
| 9     | Italie          | 1  | 1      | 3      | 5     |
| 10    | Bulgarie        | 1  | 1      | 0      | 2     |
| 11    | Finlande        | 1  | 0      | 2      | 3     |
| 12    | Lettonie        | 1  | 0      | 1      | 2     |
| 13    | Grande-Bretagne | 1  | 0      | 0      | 1     |
| 14    | Japon           | 0  | 2      | 1      | 3     |
| 14    | Suède           | 0  | 2      | 1      | 3     |
| 16    | Slovaquie       | 0  | 1      | 0      | 1     |
| 16    | Suisse          | 0  | 1      | 0      | 1     |
| 18    | Corée du Sud    | 0  | 0      | 1      | 1     |
| 18    | Ukraine         | 0  | 0      | 1      | 1     |
| Total | Total           | 38 | 38     | 38     | 114   |